# Aspidarachna carinata
Aspidarachna carinata är en kräftdjursart som först beskrevs av Yakov Avadievich Birstein 1963.  Aspidarachna carinata ingår i släktet Aspidarachna och familjen Munnopsidae. Inga underarter finns listade i Catalogue of Life.